# Gastrina
La gastrina és una hormona segregada per les cèl·lules de l'antre pilòric quan són estimulades per la presència de certs aliments a l'estómac (extractes de carn, alcalins, alcohol) a causa de la distensió de l'antre o bé per l'excitació del nervi vague.
La gastrina passa al torrent sanguini i provoca la secreció de pepsina, d'enzims pancreàtics i especialment d'àcid gàstric. També afavoreix les contraccions de l'estómac, de l'intestí i de la vesícula biliar.
L'hormona és un polipèptid que consta d'una cadena de 17 aminoàcids.

## Història
La gastrina va ser descoberta per John Sydney Edkins, metge anglès que per motius econòmics treballava part del seu temps al Bedford College per a dones.
Uns anys abans, el 1902, W. Bayliss i E. Starling havien descobert el secretor pancreàtic, la secretina, que va ser el primer missatger químic identificable. Aplicant tècniques similars, però a l'estómac, J. S. Edkins va dur a terme una sèrie d'experiments i observà que la injecció d'un extracte de la membrana mucosa del pílor provocava secreció gàstrica d'àcid i de pepsina en gats anestesiats. El 1905 va denominar "gastrina" aquest agent actiu. Tot i que les seves idees van ser acceptades, el posterior descobriment de la histamina i la demostració que extractes d'altres teixits tenien un efecte fisiològic similar van qüestionar la veracitat de l'existència de la gastrina.
La demostració per part de Komarov el 1938 que la gastrina era realment un estimulant de l'antre que causava la secreció àcida va ser seguida per la purificació de la substància i elucidació de la seva estructura química per Roderic Alfred Gregory i H. J. Tracy el 1964 a la Universitat de Liverpool. Això va significar la validació final de la hipòtesi original d'Edkins.

## Genètica
El gen GAS o (GAST) que controla el comportament de les cèl·lules G secretores de gastrina es troba localitzat al braç llarg del dissetè cromosoma (17q21). Està compost per 4100 parells de bases i determina la síntesi d'un pèptid de 101 aminoàcids, conegut com a preprogastrina.

## Síntesi
La síntesi d'aquesta hormona polipeptídica lineal es produeix majoritàriament a les cèl·lules G de l'antre pilòric i duodè, que són cèl·lules endocrines que es troben en el sistema APUD (amine precursor uptake & decarboxylation).
Quantitats molt més petites es produeixen també en altres regions del tracte gastrointestinal, incloent-hi l'estómac no-antral, jejú, ili, i el pàncrees.
El gen que codifica la gastrina determina la síntesi de la preprogastrina, precursor a partir del qual, després de determinades actuacions enzimàtiques, s'alliberarà la seqüència peptídica biològicament activa. El processament enzimàtic de la preprogastrina produeix totes les formes conegudes fisiològicament actives de la gastrina. Aquest pèptid precursor inclou un pèptid principal o senyal (21 AA), una seqüència espaiadora (37 AA), component de gastrina (34 AA) i un segment de 9 AA d'extensió a l'extrem carboxil.
El pèptid principal està constituït per una sèrie d'aminoàcids hidròfobs que actuen facilitant el transport - per l'ARN missatger - de la preprogastrina al reticle endoplàsmic (RE) de manera que, quan hi arriba, el pèptid principal s'escindeix (21 aminoàcids de l'extrem N-terminal s'eliminen) i la molècula de preprogastrina queda transformada en progastrina.
La progastrina i altres proteïnes secretores són transportades a l'aparell de Golgi, on sovint són sulfatades amb un residu de tirosina (Tyr) per una tirosil-sulfotransferasa i són emmagatzemades fins que són estimulades i la via per a la gastrina s'activa. En els grànuls secretors, que contenen els enzims necessaris per completar el processament de progastrina, un enzim convertasa talla les regions amino i carboxi-terminal obtenint un residu d'arginina dibásica (Arg-Arg). Els aminoàcids bàsics carboxi-terminals són llavors separats seqüencialment per una carboxipeptidasa H obtenint gastrina-34 glicino-terminal (G34-Gly). Aquesta, per acció de la peptidilglicina α-amidasa monooxigenasa (PAM), es transforma en G34-NH2. Per acció d'una altra enzim convertasa, la G34-NH2 és escindida a nivell del parell lisina-lisina intern obtenint el heptadecapéptid de gastrina amida, gastrina17-NH2. El segment amino, quan es retira, deixa al descobert el pèptid tetra que proporciona totes les funcions bioquímiques a l'hormona. És en aquest punt que la molècula es converteix en l'hormona i un grànul de gastrina madura.

## Alliberament de la gastrina
La síntesi i alliberament de la gastrina de les cèl·lules endocrines especialitzades (cèl·lules G) al torrent sanguini està controlada per una complexa interacció de factors estimulants i inhibidors (químics, mecànics o nerviosos) i pot ser mesurat per pujades de l'AMPc, flux de calci o activació de la protein-kinases, ja que en aquest procés pot estar-hi implicat el sistema de l'adenilciclasa o el dels fosfotidilinositols. A més, en la quantitat de gastrina secretada, hi influeixen altres factors com l'edat, el sexe i els ritmes circadians.
Distingim tres fases diferents durant l'alliberament de gastrina: 
- Fase encefàlica: El procés abans d'ingerir aliments, l'olor, tacte i gust. S'inicia amb senyals originats a l'escorça cerebral, amígdales i hipotàlem. Aquests senyals es transmeten des dels nuclis dorsals del nervi vague a l'estómac. Causa un 20% de la secreció gàstrica.

- Fase gàstrica: l'aliment arriba a l'estómac i es dona un procés d'excitació (reflexos vagals llargs, reflexos entèrics locals, etc.). La distensió a les parets estomacals i la presència de menjar provoquen l'estimulació de reflexos locals i parasimpàtics i es produeix la secreció de gastrina i suc gàstric.

- Fase intestinal: l'aliment arriba a la part alta de l'intestí (duodè) i petites quantitats de gastrina i de sucs gàstrics són a la mucosa duodenal.

La secreció basal a la mucosa gàstrica és de caràcter tròfic, mentre que està estimulada pel nervi vague i per la presència de secretagogos a la llum gàstrica.

## Subtipus de gastrines
La modificació per sulfatació dels residus de tirosina produeix formes alternatives de gastrina.
Al torrent sanguini, se'n troben diferents formes moleculars:
- La gastrina madura té 34 aminoàcids restants, i s'anomena Big gastrina, o G34. Constitueix dos terços de la gastrina sèrica.

- Una major reducció enzimàtica de la molècula produeix una molècula més comuna entre la mucousa gàstrica, G17 o Little gastrina (representa més del 90% de la gastrina existent en la mucosa pilòrica). Aquesta molècula predomina a les cèl·lules G antrals i té una potència funcional cinc vegades més gran que el seu predecessor G34.

- Hi ha hormones gastrina més petites amb només 13 aminoàcids, anomenades minigastrin G13

- Existeixen també formes més llargues (G-71) i més petites (G-6) de gastrina.

La característica comuna de totes les gastrines és l'existència d'un tetrapèptid amidat (Try-Met-Asp-Phe-NH2) al carboxil terminal, que imparteix l'activitat biològica completa (regió activa).

## Funcions de la gastrina
La gastrina té un ampli rang d'accions biològiques dins el tracte gastrointestinal, però el principal paper fisiològic d'aquesta hormona radica a l'estómac, on regula fonamentalment la secreció d'àcid i el creixement i proliferació de mucosa. La gastrina exerceix, a més, influència a altres nivells del tracte gastrointestinal (com l'esòfag, el pàncrees, la vesícula biliar i el múscul llis entre d'altres).

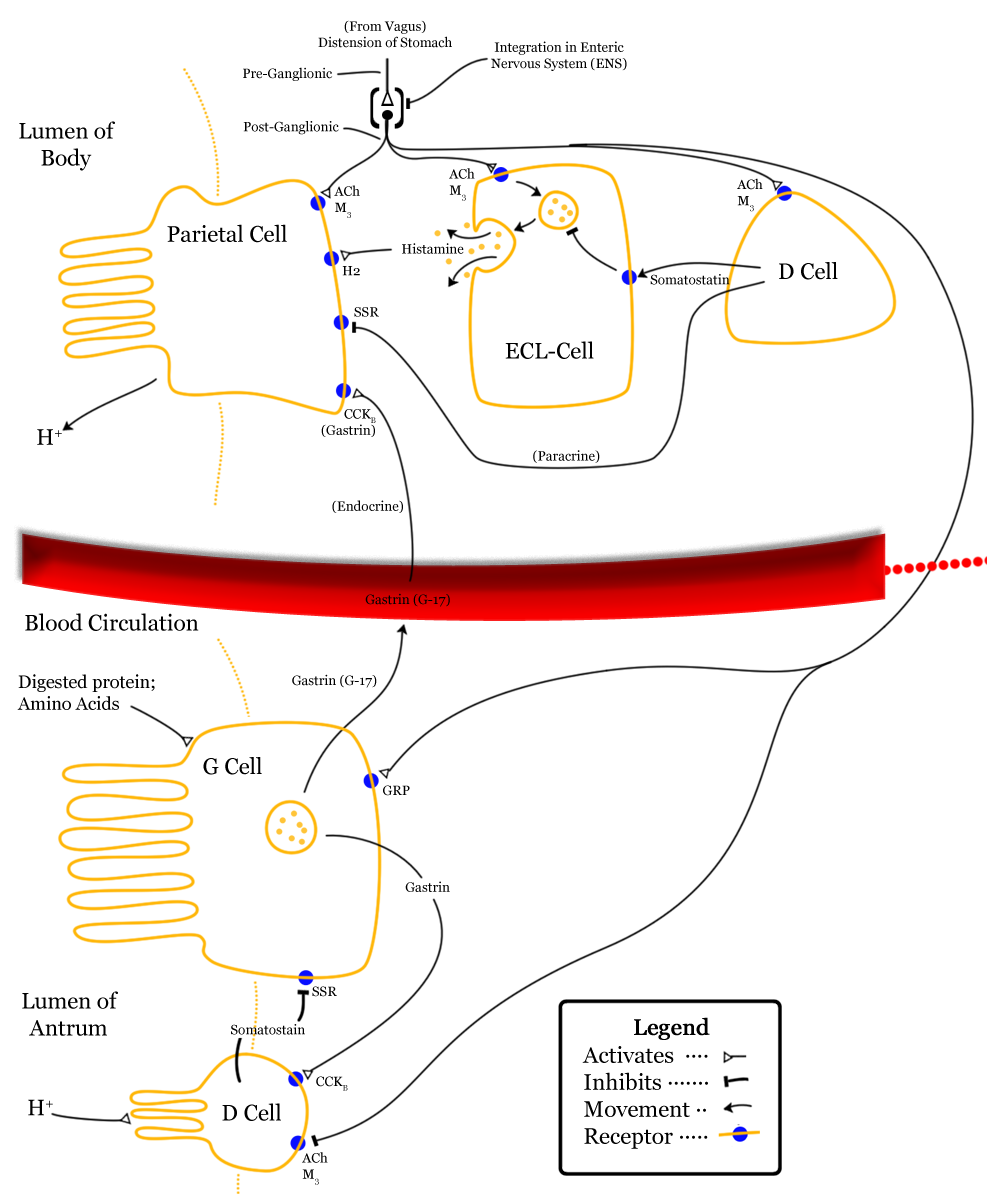
Esquema de la secreció d'àcid gàstric controlada per la gastrina

### Secreció d'àcid
L'estómac humà segrega aproximadament de 2 a 3 litres de líquid ric en àcid per dia, i la regulació de la secreció d'àcid ve influenciada pels sistemes central, perifèric i nerviós, així com per múltiples missatgers químics, incloent la gastrina, la histamina, la somatostatina, i l'acetilcolina.
És a dir, la gastrina és un mediador fisiològic primari de la secreció d'àcid gàstric. Una fracció molt important de la resposta àcida de l'estómac a la ingesta d'aliments és deguda a la gastrina.
Els principals determinants cel·lulars de la secreció d'àcid són:
- les cèl·lules G antrals, secretores de gastrina.

- les enterocromaffin-like (ECL) de l'estómac, que secreten histamina.

- les cèl·lules D secretores de somatostatina (la qual proporciona senyals inhibidors a les cèl·lules ELC i G antrals).

Les cèl·lules parietals secretores d'àcid gàstric tenen receptors per l'acetilcolina, la histamina i la gastrina, de forma que l'activació de cadascun dels receptors pot estimular la secreció d'àcid.
En resum, la presència de gastrina estimula les cèl·lules parietals de l'estómac per secretar àcid gàstric segons una actuació dual:
- directa: sobre la cèl·lula parietal.

- indirecta: mitjançant la unió als receptors de gastrina CCK2 de les cèl·lules ECL, que llavors responen alliberant histamina, la qual al seu torn actua d'una manera paracrina sobre les cèl·lules parietals que segregaran els protons. Aquest mecanisme és el fonamental i predominant.

### Acció tròfica sobre la mucosa gàstrica, intestinal i del pàncrees
La gastrina té un clar efecte tròfic sobre la mucosa oxíntica. Aquest efecte s'exerceix sobre totes les cèl·lules de la mucosa, però amb especial intensitat sobre les cèl·lules parietals i sobre les ECL, sent precisament sobre aquestes últimes on la gastrina desplega la seva acció tròfica de forma més efectiva.
El mecanisme íntim mitjançant el qual la gastrina ocasiona la hiperplàsia de les cèl·lules de la mucosa gàstrica no és conegut del tot. Se sap però, que les cèl·lules de la mucosa oxíntica responen a aquesta hormona d'una forma coneguda com a pleiotípica, que implica una sèrie de fenòmens com són l'augment de la síntesi tant d'ADN com d'ARN missatger.
Una altra observació que reforça l'existència d'aquesta funció és que els pacients amb hipergastrièemia (nivells anormalment elevats de gastrina) mostren hipertròfia de la mucosa gàstrica.
La gastrina, segons molts autors, no té en condicions normals efectes tròfics sobre altres teixits (intestí prim, pàncrees...). No obstant això, sí que s'han trobat receptors de gastrina en certs estirps de tumors en cèl·lules de mucosa present al cólon, per la qual cosa es pensa que la gastrina podria tenir efectes tròfics sobre ells. A més del cólon, també s'ha informat de la possibilitat que la gastrina estimuli el creixement cel·lular de tumors originats en altres òrgans com el pàncrees.

### Altres accions
La gastrina té altres funcions són extragástriques que s'observen només quan l'hormona és administrada de forma exògena. Les implicacions fisiològiques d'aquests efectes són dubtoses, però es posen de manifest en situacions de hipergastrinèmia
mantinguda:
- Afavoriment de la secreció de pepsinogen, una forma inactiva (zimògena) de l'enzim pepsina. El pepsinogen es converteix en pepsina en les condicions de baix pH provocades per l'àcid clorhídric.

- Afavoriment de la secreció del factor intrínsec i de la secretina.

- Inducció a la producció d'enzims pancreàtics (tan exo com endocrina) per part de les cèl·lules pancreàtiques, a través de la unió a receptors de colecistoquinina.

- Augment del rec sanguini a l'estómac.

- Increment de la mobilitat muscular de l'antre i augment de l'activitat elèctrica, la freqüència i la força de les contraccions gàstriques a nivell de l'estómac proximal (l'efecte final de la gastrina sobre la mobilitat gàstrica produeix un alentiment de l'evacuació del contingut de l'estómac).

- Enfortiment de les contraccions antrals contra el pílor i relaxament de l'esfínter pilòric, que estimula el buidament gàstric.

- Relaxació de la vàlvula ileocecal.

- Contracció i buidatge de la vesícula biliar.

- Relaxació de l'Esfínter Esofàgic Inferior (ESI). D'acord amb això, un alt nivell de gastrina pot tenir un paper important en el desenvolupament d'alguns dels trastorns més comuns del'ESI, com la malaltia de reflux àcid.

## Factors que influeixen en la secreció de gastrina
La síntesi i alliberació de la gastrina en les cèl·lules G depèn de diversos factors, que poden ser bé estimulants o bé inhibidors de la seva activitat:

### Estimulants de la secreció

#### Per via sanguínia
- Calci
- Adrenalina
- Insulina
- Histamina
- Estimulador del pèptid alliberador de gastrina i de les catecolamines circulants.

#### Per estimulació en la llum gàstrica
- Ingestió de proteïnes i aminoàcids (els més estimulants són la fenilalanina i el triptòfan).
- Presència de menjar a l'estómac.
- Fàrmacs antiinflamatoris sense esteroides.
- Cafeïna
- Inhibició de la bomba de protons.

#### Estimulants neurals
- Acetilcolina

### Inhibidors de la secreció

#### Per inhibició en la llum gàstrica
- Nivell de pH gàstric inferior a 3: la disminució del pH en l'estómac és el mecanisme primari d'inhibició de la secreció de gastrina, ja que les cèl·lules G s'activen només per desencadenar reaccions que fan baixar el pH.

#### Per via sanguínia
- Algunes hormones intestinals com la somatostatina, la secretina i diverses prostaglandines.
- Glucagó
- Calcitonina
- Polipèptid inhibidor gàstric (GIP)
- Polipèptid vasoactiu intestinal
- Ingestió d'àcids grassos i glucosa.
- Antagonistes dels receptors H-2

## Malalties relacionades amb la secreció de gastrina[13][14]

### Hipergastrinèmia
La hipergastrinèmia normalment és causada per un excés de gastrina en sang. Una de les causes que pot portar a nivells elevats de gastrina és la presència de factors o alteracions que n'estimulin la producció.
La secreció de gastrina està regulada pels nivells d'àcid gàstric, ja que si hi ha un grau massa elevat d'acidesa (pH intragàstric menor de 3) disminueix la síntesi de gastrina justament per evitar hipergastrinèmies. Quan la retroalimentació negativa (sistema d'homeòstasi que fa que l'augment d'acidesa gàstrica inhibeixi la producció de gastrina) falla, no es pot evitar que es presentin una sèrie de patologies.
Les principals malalties associades a la hipergastrinèmia són les següents:

#### Gastrinoma
El gastrinoma és un tipus de tumor poc freqüent que s'origina a les cèl·lules beta del pàncrees i que, majoritàriament, és maligne.

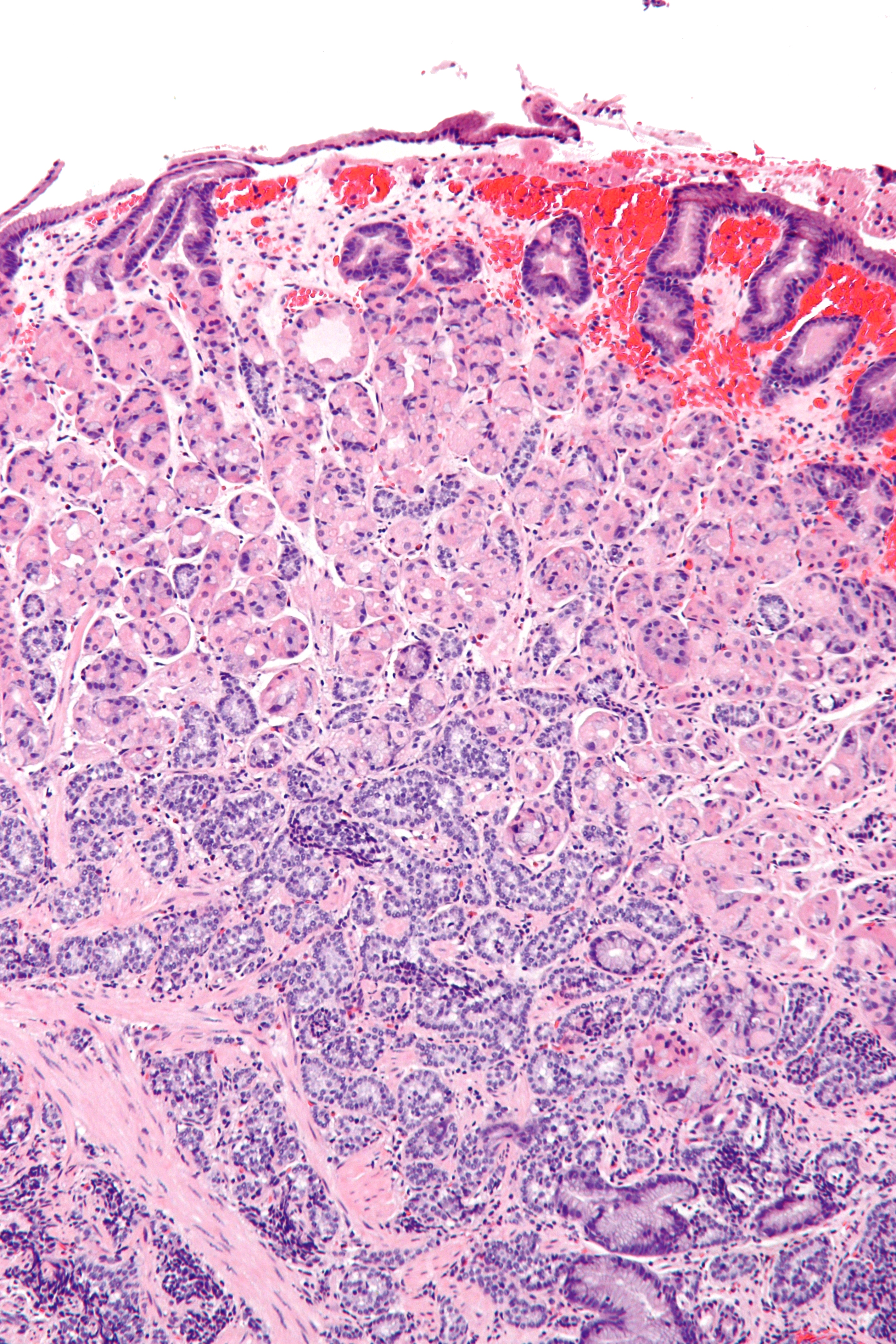
Micrografia d'un tumor neuroendocrí a l'estómac (tinció d'hematoxilina i eosina).

Aquests tumors segreguen gastrina en grans quantitats, i això provoca l'aparició d'úlceres a l'estómac o al duodè. Aquest quadre clínic és conegut com la síndrome de Zollinger-Ellison.

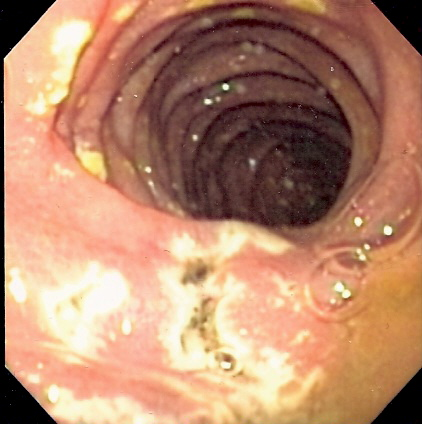
Petites úlceres al duodè distal d'un pacient amb síndrome de Zollinger-Ellison (imatge feta per endoscòpia).

#### Hiperplàsiade cèl·lules G antrals
Es produeix quan augmenta molt el nombre de cèl·lules G al teixit de l'antre.
Les cèl·lules G són les principals productores de gastrina i, en augmentar el seu nombre, augmenta la secreció de gastrina notablement.

#### Monyó antral retingut
El monyó antral retingut apareix a causa de procediments quirúrgics inadequats. En aquests casos, una porció d'antre queda retinguda al monyó duodenal i es converteix en una font de gastrina que no s'inhibeix amb la presència d'àcid gàstric, sinó que augmenta. Les secrecions alcalines biliopancreàtiques refluïdes estimulen la producció de gastrina. En alguns casos presenta similituds amb la síndrome de Zollinger-Ellison. En aquests casos el tractament consistirà en la resecció de l'antre.

#### Úlcera duodenal
En casos d'úlcera duodenal es donen casos d'hiperplàsia de les cèl·lules parietals i es pateix una hipersensibilitat a la gastrina.

#### Hiperparatiroïdisme
L'hiperparatiroïdisme produeix hipercalcèmia, que estimula la secreció de gastrina, amb tots els símptomes que se'n deriven.

#### Gastritis atròfica
Pèrdua de la porció secretora d'àcid de l'estómac que provoca incapacitat per produir àcid gàstric. Quan no es pot produir àcid gàstric no es pot inhibir la secreció de gastrina. Això provoca que hi hagi uns nivells de gastrina elevats.

#### Anèmia perniciosa
L'anèmia perniciosa és un dels molts tipus d'anèmia megaloblàstica que existeixen. Normalment és causada per la pèrdua de les cèl·lules parietals de l'estómac degut a una gastritis atròfica.

#### Carcinomagàstric
Segons estudis recents, la gastrina té un paper clau en l'aparició d'alguns tipus de càncer d'estómac, ja que protegeix la mucosa de l'estómac de les lesions provocades per la secreció d'àcid gàstric induïda per la mateixa gastrina.

#### Aclorhídria
Es produeix quan les cèl·lules G antrals no s'inhibeixen en els nivells d'acidesa gàstrica normal. Malgrat que els nivells de gastrina són superiors als habituals, la producció d'àcid gàstric és molt baixa i el pH estomacal és superior al normal.

#### Altres
- Alteracions del metabolisme de la gastrina
- Insuficiència renal
- Shunt porto-cava
- Úlcera gàstrica
- Vagotomia

### Hipogastrinèmia
És més freqüent que els nivells de gastrina siguin alts que baixos, però hi ha alguns casos en què sí que es presenten nivells de gastrina inferiors als normals, derivats de malalties com l'hipotiroidisme i l'antrectomia amb vagotomia.